# 유럽 고속도로 48호선

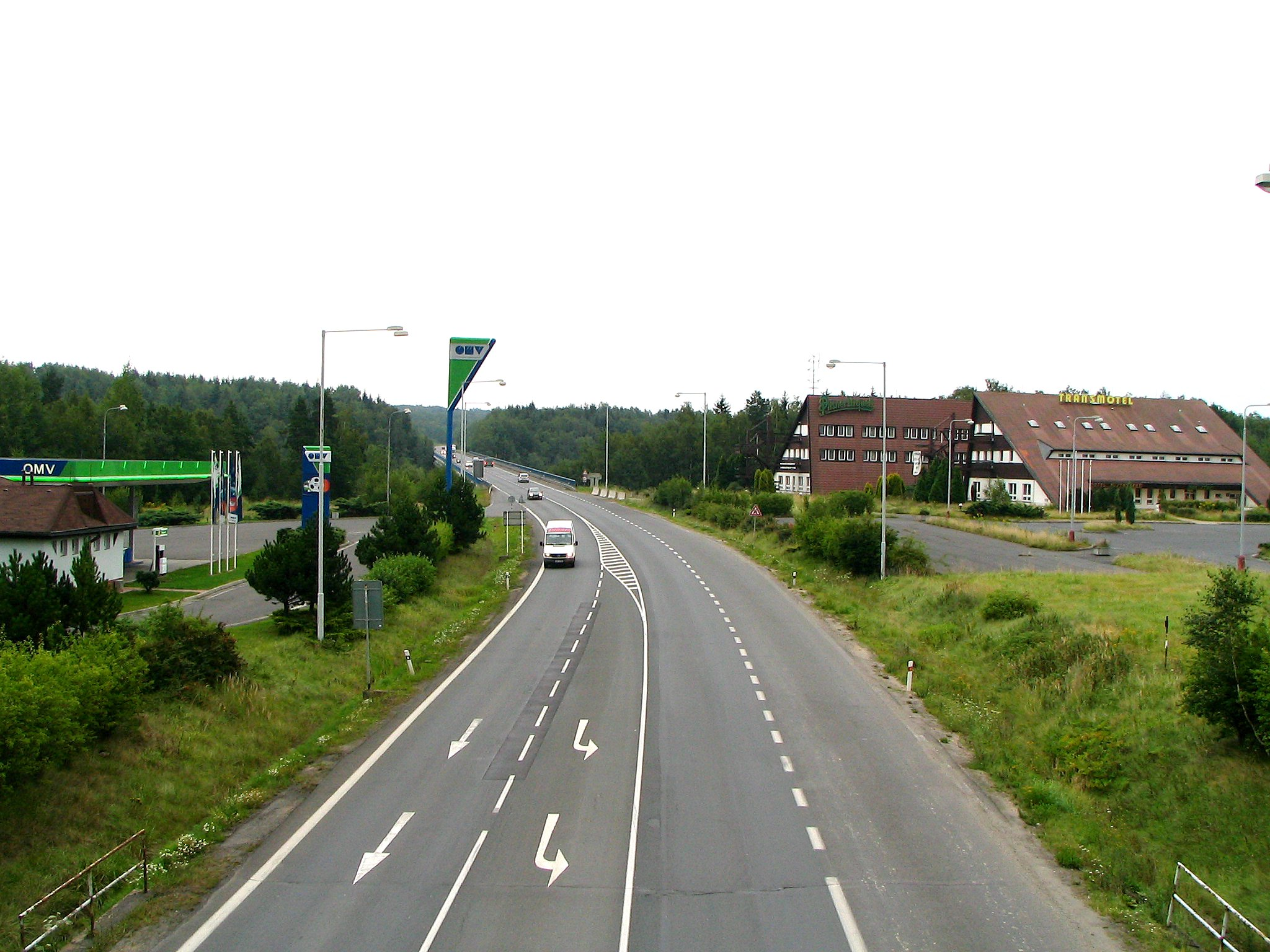
체코의 소콜로프를 통과하고 있는 유럽 고속도로 48호선의 모습, 해당 도로는 체코에서 I/6 국도로 지정된 상태이다.

유럽 고속도로 48호선(European route E48)은 독일의 슈바인푸르트에서 체코의 프라하까지 이르는 A-클래스급 고속도로로, 총 연장은 350km에 이른다.

## 경로
- 독일
  -  아우토반 70호선 : 슈바인푸르트, 바이로이트
  -  독일 연방도로 303호선(독일어판) : 마르크트레트비츠
- 체코
  - / D6 고속도로 (체코)(체코어판) 및 국도 제I/6호선 (체코)(체코어판) : 헤프, 카를로비바리